# تامی نیلسون
تامی نیلسون (به انگلیسی: Tommy Nilsson) (زاده ۱۱ مارس ۱۹۶۰) خواننده، بازیگر صوتی سوئدی است.
او نماینده سوئد در مسابقه آواز یوروویژن ۱۹۸۹ بود.